# Chaniers
Chaniers – miejscowość i gmina we Francji, w regionie Nowa Akwitania, w departamencie Charente-Maritime.
Według danych na rok 1990 gminę zamieszkiwało 3086 osób, a gęstość zaludnienia wynosiła 116 osób/km² (wśród 1467 gmin regionu Poitou-Charentes Chaniers plasuje się na 72. miejscu pod względem liczby ludności, natomiast pod względem powierzchni na miejscu 221.).